# Římskokatolická farnost Nové Sady
Římskokatolická farnost Nové Sady je územní společenství římských katolíků v rámci telčského děkanství brněnské diecéze s farním kostelem svatého Oldřicha.

## Historie farnosti
První písemná zmínka o Nových Sadech pochází z poloviny 14. století. Farní kostel je původně gotická stavba s pozdějšími úpravami v 17. a 19. století. 
Kostel pochází z doby kolem založení vesnice ve 14. století, později byl přestavován do renesanční a barokní podoby. Kostel byl postaven jako menší stavba, která byla kolem počátku 15. století rozšířena na západní straně. Hlavní loď kostela byla zaklenuta valenou klenbou se štukem. Kaple na severní straně kostela vznikla asi někdy v 15. či 16. století jako soukromá kaple Krokvicarů, kteří byli majiteli vesnice. V době kolem roku 1600 byla postavena věžovitá zvonice.
Budova fary pochází z poloviny 19. století.

## Duchovní správci
Administrátorem excurrendo byl od 1. října 2011 do července 2014 R. D. Mgr. Michal Polenda. Od 1. srpna 2014 byl jako administrátor excurrendo ustanoven R. D. Mgr. Karel Janů.

## Bohoslužby
| Kostel           | Místo     | Bohoslužba (den) | Hodina | Poznámka     |
| ---------------- | --------- | ---------------- | ------ | ------------ |
| svatého Oldřicha | Nové Sady | Neděle           | 9.30   | farní kostel |

## Aktivity ve farnosti
Dnem vzájemných modliteb farností za bohoslovce a bohoslovců za farnosti brněnské diecéze je 24. listopad. Adorační den připadá na 28. ledna. Ve farnosti se pravidelně koná tříkrálová sbírka.
Farnosti Slavonice, Staré Hobzí, Cizkrajov, Nové Sady a Dešná u Dačic vydávají společný farní zpravodaj Poutník.